# Prix des Libraires
Ne doit pas être confondu avec Prix des libraires du Québec.
Le prix des Libraires est un prix littéraire remis annuellement depuis 1955 à un roman écrit en français.

## Historique
Le prix existe depuis 1955. Il est organisé par l'Association du prix des Libraires entièrement animée par un collectif de libraires indépendants. Environ deux mille libraires de France participent au vote en ligne. La date tardive d’attribution du prix permet d'exclure d'office les lauréats des prix délivrés au moment de la rentrée littéraire (Goncourt, etc.).
Le lauréat est annoncé mi-mai. Il est assuré que la promotion de son livre sera faite dans toutes les librairies de France.

## Liste des lauréats
| Année |         | Auteur                    | Ouvrage                          | Éditeur (xe fois)         | Note                                                  |
| ----- | ------- | ------------------------- | -------------------------------- | ------------------------- | ----------------------------------------------------- |
| 1955  |         | Michel de Saint Pierre    | Les Aristocrates                 | La Table ronde            | Également Grand prix du roman de l'Académie française |
| 1956  |         | Albert Vidalie            | La Bonne Ferte                   | Denoël                    |                                                       |
| 1957  |         | Françoise Mallet-Joris    | Les Mensonges                    | Julliard                  | Premier lauréat étranger et belge                     |
| 1958  |         | Jean Bassan               | Nul ne s'évade                   | Plon                      |                                                       |
| 1959  |         | Georges Bordonove         | Deux cents chevaux dorés         | Julliard (2)              |                                                       |
| 1960  |         | Georges Conchon           | La Corrida de la victoire        | Albin Michel              |                                                       |
| 1961  |         | Andrée Martinerie         | Les Autres Jours                 | Gallimard                 |                                                       |
| 1962  |         | Jean Anglade              | La Foi et la Montagne            | Robert Laffont            |                                                       |
| 1963  |         | José Cabanis              | Les Cartes du temps              | Gallimard (2)             |                                                       |
| 1964  |         | Pierre Moinot             | Le Sable vif                     | Gallimard (3)             |                                                       |
| 1965  |         | Jacques Peuchmaurd        | Le Soleil de Palicorna           | Robert Laffont (2)        |                                                       |
| 1966  |         | Jacques Perry             | Vie d'un païen                   | Robert Laffont (3)        |                                                       |
| 1967  |         | Catherine Paysan          | Les Feux de la Chandeleur        | Denoël (2)                |                                                       |
| 1968  |         | Paul Guimard              | Les Choses de la vie             | Denoël (3)                |                                                       |
| 1969  |         | René Barjavel             | La Nuit des temps                | Presses de la Cité        |                                                       |
| 1970  |         | Georges-Emmanuel Clancier | L'Éternité plus un jour          | Robert Laffont (4)        |                                                       |
| 1971  |         | Anne Hébert               | Kamouraska                       | Seuil                     | Premier lauréat canadien                              |
| 1972  |         | Didier Decoin             | Abraham de Brooklyn              | Seuil (2)                 |                                                       |
| 1973  |         | Michel del Castillo       | Le Vent de la nuit               | Julliard (3)              | Également prix des Deux Magots                        |
| 1974  |         | Michèle Perrein           | Le Buveur de Garonne             | Flammarion                |                                                       |
| 1975  |         | Herbert Le Porrier        | Le Médecin de Cordoue            | Seuil (3)                 |                                                       |
| 1976  |         | Patrick Modiano           | Villa Triste                     | Gallimard (4)             |                                                       |
| 1977  |         | Pierre Moustiers          | Un crime de notre temps          | Seuil (4)                 |                                                       |
| 1978  |         | Jean Noli                 | La Grâce de Dieu                 | Julliard (4)              |                                                       |
| 1979  |         | Christiane Singer         | La Mort viennoise                | Albin Michel (2)          |                                                       |
| 1980  | notumb  | Claude Michelet           | Des grives aux loups             | Robert Laffont (5)        |                                                       |
| 1981  |         | Claude Brami              | Le Garçon sur la colline         | Denoël (4)                |                                                       |
| 1982  |         | Serge Lentz               | Les Années-sandwiches            | Robert Laffont (6)        |                                                       |
| 1983  | nothumb | Serge Bramly              | La Danse du loup                 | Belfond                   |                                                       |
| 1984  |         | Guy Lagorce               | Le Train du soir                 | Grasset                   |                                                       |
| 1985  |         | Christian Dedet           | La Mémoire du fleuve             | Phébus                    |                                                       |
| 1986  |         | Robert Mallet             | Ellynn                           | Gallimard (5)             |                                                       |
| 1987  |         | Jacques Almira            | La Fuite à Constantinople        | Mercure de France         |                                                       |
| 1988  |         | Yves Simon                | Le Voyageur magnifique           | Grasset (2)               |                                                       |
| 1989  |         | Michel Chaillou           | La Croyance des voleurs          | Seuil (5)                 |                                                       |
| 1990  |         | Claude Duneton            | Rires d'homme entre deux pluies  | Grasset (3)               |                                                       |
| 1991  |         | Michelle Schuller         | Une femme qui ne disait rien     | Presses de la Renaissance |                                                       |
| 1992  |         | Ève de Castro             | Ayez pitié du cœur des hommes    | Lattès                    |                                                       |
| 1993  |         | Françoise Xenakis         | Attends-moi                      | Grasset (4)               |                                                       |
| 1994  |         | Isabelle Hausser          | Nitchevo                         | de Fallois                |                                                       |
| 1995  |         | Anne Cuneo                | Le Trajet d'une rivière          | Denoël (5)                | Premier lauréat suisse                                |
| 1996  |         | Gilbert Sinoué            | Le Livre de saphir               | Denoël (6)                |                                                       |
| 1997  |         | Philippe Delerm           | Sundborn ou les Jours de lumière | du Rocher                 |                                                       |
| 1998  |         | Jean-Guy Soumy            | La Belle Rochelaise              | Robert Laffont (7)        |                                                       |
| 1999  |         | Marc Dugain               | La Chambre des officiers         | Lattès (2)                | Également prix des Deux Magots                        |
| 2000  |         | Jean-Pierre Milovanoff    | L'Offrande sauvage               | Grasset (5)               |                                                       |
| 2001  |         | Pierre Assouline          | Double Vie                       | Gallimard (6)             |                                                       |
| 2002  |         | Fred Vargas               | Pars vite et reviens tard        | Viviane Hamy              |                                                       |
| 2003  |         | Laurent Gaudé             | La Mort du roi Tsongor           | Actes Sud                 | Également prix Goncourt des lycéens                   |
| 2004  |         | François Vallejo          | Groom                            | Viviane Hamy (2)          |                                                       |
| 2005  |         | Éric Fottorino            | Korsakov                         | Gallimard (7)             |                                                       |
| 2006  |         | Yasmina Khadra            | L'Attentat                       | Julliard (5)              | Premier lauréat algérien                              |
| 2007  |         | Muriel Barbery            | L'Élégance du hérisson           | Gallimard (8)             |                                                       |
| 2008  |         | Delphine de Vigan         | No et moi                        | Lattès (3)                |                                                       |
| 2009  |         | Dominique Mainard         | Pour vous                        | Joëlle Losfeld            |                                                       |
| 2010  |         | Laurent Mauvignier        | Des hommes                       | Minuit                    | Également prix Virilo                                 |
| 2011  |         | Victor Cohen Hadria       | Les Trois Saisons de la rage     | Albin Michel (3)          | Également prix du premier roman                       |
| 2012  |         | Virginie Deloffre         | Léna                             | Albin Michel (4)          |                                                       |
| 2013  |         | Yannick Grannec           | La Déesse des petites victoires  | Anne Carrière             |                                                       |
| 2014  |         | Valentine Goby            | Kinderzimmer                     | Actes Sud (2)             |                                                       |
| 2015  |         | Léonor de Récondo         | Amours                           | Sabine Wespieser          | Également Grand prix RTL-Lire                         |
| 2016  |         | Thomas B. Reverdy         | Il était une ville               | Flammarion (2)            |                                                       |
| 2017  |         | Cécile Coulon             | Trois Saisons d'orage            | Viviane Hamy (3)          |                                                       |
| 2018  |         | Gaëlle Nohant             | Légende d'un dormeur éveillé     | Héloïse d'Ormesson        |                                                       |
| 2019  |         | Franck Bouysse            | Né d'aucune femme                | La Manufacture de livres  |                                                       |
| 2020  |         | Akira Mizubayashi         | Âme brisée                       | Gallimard (9)             |                                                       |
| 2021  |         | Miguel Bonnefoy           | Héritage                         | Rivages                   |                                                       |
| 2022  |         | Marie Vingtras            | Blizzard                         | Éditions de l'Olivier     |                                                       |
| 2023  |         | Gilles Marchand           | Le Soldat désaccordé             | Aux Forges de Vulcain     |                                                       |
| 2024  |         | Éric Chacour              | Ce que je sais de toi            | Éditions Alto             | Également Prix Femina des lycéens                     |
| 2025  |         | Bérénice Pichat           | La Petite Bonne                  | Les Avrils                |                                                       |